# 羅因德爾穹
65°38′S 63°15′W / 65.633°S 63.250°W
羅因德爾穹（英語：Roundel Dome）是南極洲的冰穹，位於葛拉漢地的布魯斯高原東部，處於克倫冰川和弗拉斯克冰川的源頭之間，海拔高度1,770米，現時由南極條約體系管理。